# Hemotafonomia
L'hemotafonomia (del grec haima per sang, taphos per enterrament i nomos per llei) és la ciència que s'ocupa de la morfologia cel·lular en taques de sang, especialment de la dels eritròcits o glòbuls vermells. Aquest terme va ser proposat el 1992 pel biòleg català Policarp Hortolà, inspirat en el vocable «tafonomia» introduït en paleontologia el 1940 per Ivan Iefrémov.
Atès que l'objecte d'estudi de l'hemotafonomia és la citomorfologia de les cèl·lules de la sang quan aquesta es troba en forma de taca, els seus subjectes d'estudi són qualsevol exemplar tacat de sang.
El mètode d'estudi de l'hemotafonomia és l'anàlisi de les imatges en clarobscur obtingudes mitjançant microscòpia electrònica de rastreig. La microscòpia confocal pot ser una alternativa pràctica a la microscòpia electrònica de rastreig quan no calgui un nivell molt alt de detall de la superfície de les taques de sang.
Més enllà del punt de vista de la ciència bàsica, l'hemotafonomia aplicada busca l'ús de les taques de sang com a prova criminalística o arqueològica. També s'ha fet servir per a l'estudi de residus de sang en fragments de manuscrits medievals i a la Síndone de Torí o Sant sudari.
A nivell pràctic, l’hemotafonomia té com a objectiu determinar si una taca és o no sang mitjançant la verificació de la presència de glòbuls vermells. Si és així, cal després identificar si la sang prové d’un mamífer o no. Si la sang és d’origen mamífer, s'haurà de determinar si prové d’un camèlid (com el dromedari, el camell bactrià, el guanac, la vicunya, etc.) a causa de la morfologia ovalada, aplanada i anucleada dels seus eritròcits. A més, com a tècnica de morfologia microscòpica, l’hemotafonomia també permet identificar els glòbuls vermells característics de la drepanocitosi o anèmia falciforme.
L'hemotafonomia no s'ha de confondre amb l'anàlisi de patrons de taques de sang (bloodstain pattern analysis).

## La sang dels vertebrats i la morfologia dels eritròcits de mamífer en el cos i en les taques
La sang dels vertebrats (és a dir, “sang” en sentit estricte) és un tipus de teixit conjuntiu format per una suspensió de cèl·lules en un medi líquid (plasma). En aquest teixit histològic, són presents tres tipus de cèl·lules: els eritròcits (glòbuls vermells), leucòcits (glòbuls blancs) i trombòcits (plaquetes, en els mamífers).
A diferència dels altres vertebrats, els mamífers tenen glòbuls vermells anucleats (acariòcits). Com a excepció en els altres vertebrats, les salamandres de la família Plethodontidae tenen una proporció de glòbuls vermells anucleats, amb l'espècie Batrachoseps attenuatus posseint gairebé un 95% d'acariòcits. Igualment, el peix teleosti Maurolicus muelleri té eritròcits anucleats.

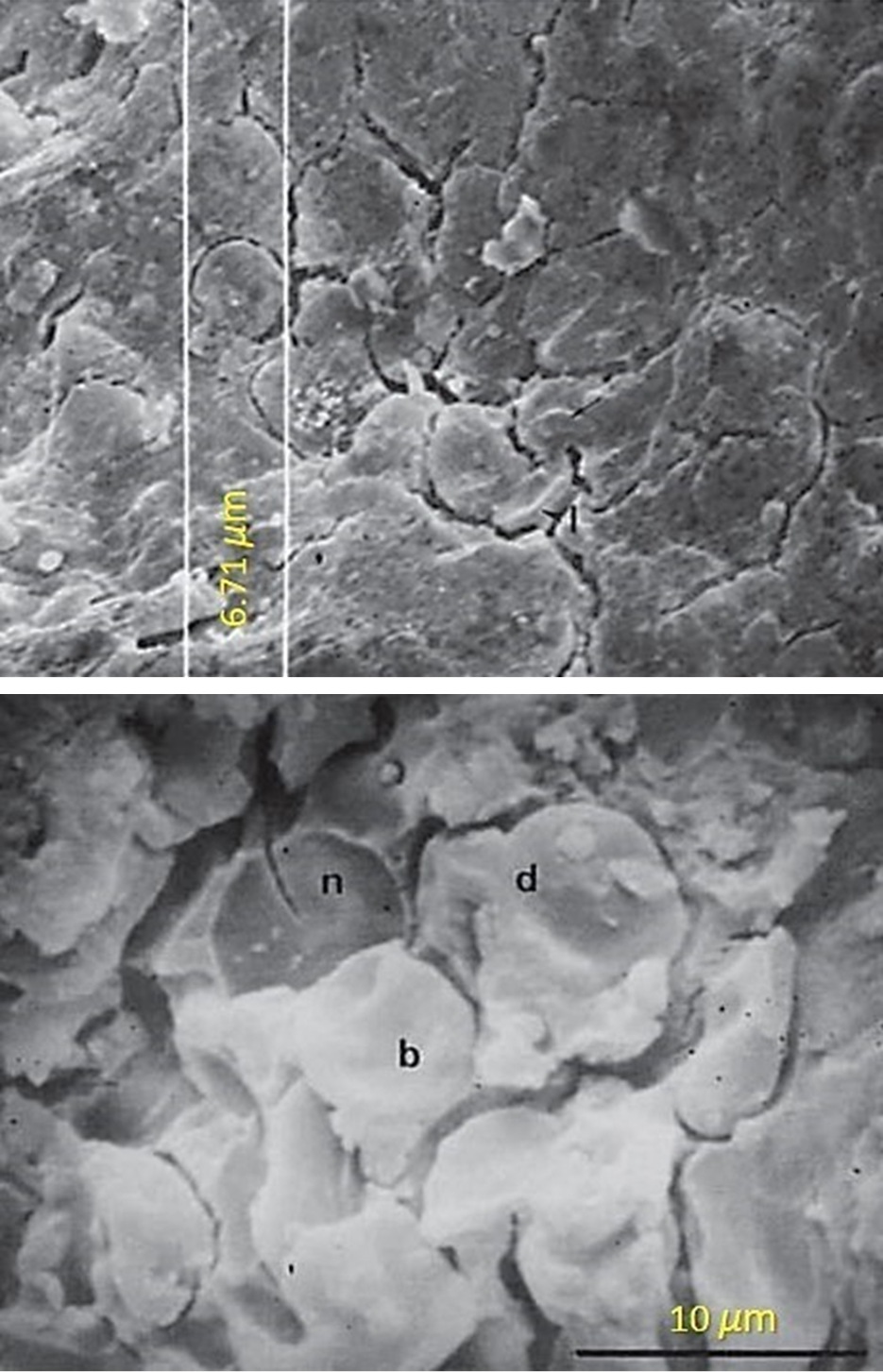
Micrografies de microscopi electrònic de rastreig d'una taca de sang experimental de pècari barbablanc sobre sílex, envellida durant un any. A dalt, un hecatòcit; a baix, un janòcit (n). Font: Experimental SEM determination of game mammalian bloodstains on stone tools, Policarp Hortolà, Environmental Archaeology: The Journal of Human Palaeoecology, 2001, reproduït amb permis de l'editor (Taylor & Francis Ltd, http://www.tandfonline.com).

A causa de la manca de nucli, els eritròcits típics de mamífer tenen forma de disc bicòncau (discòcits). Això no s'aplica a la família Camelidae, on els glòbuls vermells són de forma ovalada (ovalòcits). Altres formes fisiològiques - les quals apareixen en poca proporció o són patològiques - són els equinòcits (cèl·lules en forma del fruit de l'estramoni), dacriòcits (cèl·lules en forma de llàgrima), esquizòcits (cèl·lules trencades), queratinòcits (cèl·lules en forma de banya), drepanòcits (cèl·lules en forma de falç), i moltes altres.
En les taques de sang, la major part dels glòbuls vermells comparteixen morfologia amb aquelles formes que es descriuen en hematologia. No obstant això, dues morfologies d'eritròcit es deuen específicament als fenòmens d'assecat de la sang, pel que poden considerar-se com morfologies característiques de les taques de sang de (com a mínim) els mamífers, i per això no es troben en condicions fisiològiques. Aquestes formes són dues:
- els hecatòcits (formes lunoides, relacionades amb la interacció eritròcit-plasma quan s'asseca; etimològicament d'Hècate).
- els janòcits (rèpliques negatives, relacionades amb la impressió per la matriu de plasma sec; etimològicament de Janus).